# Williams FW12
A Williams FW12 egy Formula–1-es versenyautó, melyet a Williams csapat tervezett és indított az 1988-as Formula–1 világbajnokság során, valamint FW12C néven egy alaposan áttervezett modellt az 1989-es bajnoki küzdelem jelentős részében. Ez volt a Williams első szívómotoros autója 1983 után. Pilótái 1988-ban Nigel Mansell és Riccardo Patrese voltak, illetve az előbbit egy-egy versenyen Martin Brundle és Jean-Louis Schlesser helyettesítette; 1989-ben pedig a Thierry Boutsen - Patrese párossal versenyeztek.

## Az FW12 és az 1988-as idény
Az első turbókorszak utolsó évében az FW12-es egy Judd CV V8-as szívómotort kapott. A korábbi években a csapat sikert sikerre halmozott, hiszen autóikat a Honda V6-os turbómotorjaival szerelte, amelyek azokban az időkben nagyon erősek voltak. A Williamsnek eredetileg 1988-ig élő szerződése volt a Hondával, a motorszállító azonban felmondta azt, melynek oka az volt, hogy a csapat 1986-ban nem volt hajlandó kirúgni Nigel Mansellt a Honda által favorizált Nakadzsima Szatoru szerződtetése kedvéért; továbbá a szintén az ő versenyzőjüknek számító Nelson Piquet-nek nem adták meg az első számú pilóta szerepét, és megítélésük szerint ez vezetett el odáig, hogy 1986-ban mindkét pilóta elvesztette a világbajnoki küzdelmet Alain Prosttal szemben. A felek közt fokozatosan megromló viszony végül az 1987-es magyar nagydíjon vezetett kenyértörésig, ekkor jelentette be a Honda távozását a csapattól, és egyben átigazolását a McLaren csapathoz.
A Williams így motorszállító nélkül maradt, és nagy hirtelen csak a Judd motorjai voltak elérhetőek. Mind Mansell, mind Patrese panaszkodtak arra, hogy az FW12-es rettentő lassú az egyenesekben. Ezt az eredményeik is alátámasztották: noha a szezonnyitó brazil nagydíj időmérő edzésén Mansell meglepetésszerű második helyet ért el, a jacarepaguai pálya egyenesében mindössze 265 km/h-s végsebességet mértek nála, szemben a Honda-motoros McLaren és Lotus 290 km/h-s sebességével. Ez a sebességkülönbség, valamint az autóban kísérleti jelleggel használt aktív felfüggesztés hibái ahhoz vezettek, hogy a szezon közepi, nyolcadik futamig a Williams mindössze egyetlen pontot szerzett. Patrese hatodik lett Monacóban, Mansell pedig, aki az előző két évben összesen 11 futamot nyert, többet, mint bármelyik más pilóta, most sorozatban hét versenyén sem ért célba.
Az 1987-es olasz nagydíjon debütált a csapatnál az aktív felfüggesztés, amivel Nelson Piquet meg is nyerte a versenyt. Jogi okokból (mivel a Lotus levédette az "aktív" kifejezést) a "Williams Reactive Ride" volt a hivatalos megnevezése a technikának, amelytől a csapat azt remélte, hogy a szívómotor okozta lóerőhátrányt segít kiküszöbölni, és így egy súlycsoportban lehetnek a turbómotoros autókkal. Hamar kiderült, hogy a technika nem tökéletes: a fő gond az volt, hogy levegő került a hidraulikába, ami megzavarta a számítógépes rendszert, és így a felfüggesztés beállításai teljesen kiszámíthatatlanokká váltak (körről körre, de akár kanyarról kanyarra is változhattak). Szintén gond volt, hogy a számítógépes vezérlőrendszer 25 kilogrammos túlsúlyt hozott magával, ráadásul a motor teljesítményének kb. 5 százalékát használta. Ezzel nem volt gond addig, amíg a Williams az 1000 lóerő körüli Honda-motorral kísérletezett, de a 600 lóerőre képes Judd-motor teljesítményét már alaposan visszafogta.
A brit nagydíjon aztán megszületett a döntés: Patrick Head utasítására ki kellett szerelni az aktív felfüggesztést és egy hagyományosabb kialakítást beépíteni. Ezt a csapat a nagy feladat miatt addig nem igazán merte meglépni, de aztán a versenyhétvége elején rémes dolgok kezdtek el körvonalazódni: az előző két évben itt győzni tudó, hazai futamán versenyző csapat pilótái közül az első időmérő edzésen Mansell 13. lett, Patrese pedig tőle 14 másodperccel lemaradva a 30., négy hellyel elmaradva a sikeres kvalifikációhoz szükséges 26. helytől. Péntek este a Williams szerelői nekiláttak szétszedni az autókat, és egész éjjel dolgoztak rajtuk. Az eredmények nem maradtak el: Mansell a 11. helyről, Patrese a 15. helyről rajtolhatott végül. Sőt, az esős versenyen Mansell a második helyig tornázta fel magát, és megfutotta a leggyorsabb kört is (abban az évben ez volt az egyik a két nem-turbós leggyorsabb kör közül).
A német nagydíjon egy radikális, ultra alacsony kivitelű hátsó szárnyat használtak, hogy a sebességet megnöveljék. Ezt a terhelést azonban a Judd motorok nem bírták és végül nem is használták többet abban az évben ezt a technikát (legközelebb 1997-ben próbálkoztak ezzel, kísérletképpen).
Mansellnek ki kellett hagynia a belga és az olasz nagydíjat is, mert bárányhimlős lett. A belga futamon a korábban a Zakspeed és a Tyrrell csapatánál is versenyző Martin Brundle helyettesítette, a második futamon pedig az első és egyetlen Formula–1-es versenyén részt vevő Jean-Louis Schlesser. Schlesser korábban csak kétszer ült Formula–1-es autóban, a bajnoki küzdelmekbe bele nem számító 1983-as Race of Champions versenyen indult egy RAM-Forddal, majd a soron következő francia nagydíj prekvalifikációján is részt vett, de ott nem jutott tovább. Amiről mégis emlékezetes maradt a neve, az az, hogy az olasz nagydíj vége előtt 3 körrel kiütötte a versenyben vezető Ayrton Sennát, így neki köszönhető, hogy a McLaren abban az évben nem nyerte meg az összes futamot, sőt a Ferrari ért el kettős győzelmet hazai pályán, épp csak egy hónappal Enzo Ferrari halála után.
A szezon hátralévő részében az FW12 már valamivel versenyképesebb volt. Spanyolországban Mansell ismét második lett, Patrese pedig ötödik. Mansell ebben az évben másodszor és utoljára szerzett pontot, ami különösen kínos volt annak fényében, hogy az előző két évben világbajnoki második lett. A Williams csapatát el is hagyta az idény végén.
Összesen 20 gyűjtött pontjával a Williams a hetedik lett a konstruktőrök közt.

## Az FW12C és az 1989-es idény
Már az 1988-as szezon során megállapodott a Williams a Renault gyárral, hogy a Formula–1-be visszatérő motorgyártó RS1 kódnevű 3,5L-es V10-es szívómotorjait használja majd a csapat a következő évtől. Készült egy tesztautó is FW12B névvel, amely lényegében megegyezett az FW12-essel, mindössze annyit módosítottak rajta, hogy a méreteiben is eltérő V8-as Judd-hoz képest a V10-es Renault-motorhoz igazították a kasztnit. A Renault 1986-ban vett részt utoljára a küzdelmekben motorszállítóként, akkor még turbómotorokkal, és mivel már akkor lehetett tudni, hogy a technikát be fogják tiltani 1989-től kezdődően, ezért az új formulára összpontosítottak. Az új idényben az autót alaposan átalakították, mely az FW12C nevet kapta.
Már a szezonnyitó brazil nagydíjon megmutatta az autó a benne rejlő potenciált, ugyanis Patrese a második helyről indult, és egy ideig vezette is a futamot, méghozzá 176. Formula–1-es hétvégéjén, ami akkor rekord volt. Bár a leggyorsabb kört is megfutotta, sajnos fel kellett adnia a versenyt.
A csapathoz újonnan érkezett Thierry Boutsen nyerni is képes volt az autóval Kanadában, ami ráadásul kettős győzelem volt. Patrese nyerni ugyan nem tudott, de a magyar nagydíjon pole pozíciót szerzett (itt ismét egy meghibásodás vette el tőle a győzelmet).
Az olasz nagydíj idejére aztán kiderült, hogy az autó elérte a teljesítőképessége csúcsát, és most már nemcsak hogy a Honda V10-eseitől és a Ferrari V12-eseitől kezdett elmaradni a teljesítmény, de a Ford-Cosworth V8-asai is egyre erősebb kihívók lettek. Ez a futam volt az utolsó, ahol mindkét pilóta ezt az autót használta (Boutsen harmadik lett), ezután a már régóta fejlesztés alatt álló FW13-ast vetették be. Patrese a spanyol nagydíjon még egyszer utoljára ezzel a kasztnival versenyzett, és egy ötödik hellyel búcsúztatta.
1989 decemberében az autót James Hunt is tesztelte egy privát teszt keretein belül a Paul Ricard versenypályán.

## Eredmények
Félkövérrel jelölve a pole pozíció, dőlt betűvel a leggyorsabb kör.
| Év   | Csapat              | Kasztni        | Motor           | Gumik | Pilóták              | 1   | 2   | 3   | 4   | 5   | 6   | 7   | 8   | 9   | 10  | 11  | 12  | 13  | 14  | 15  | 16  | Pontok | Helyezés |
| ---- | ------------------- | -------------- | --------------- | ----- | -------------------- | --- | --- | --- | --- | --- | --- | --- | --- | --- | --- | --- | --- | --- | --- | --- | --- | ------ | -------- |
| 1988 | Canon Williams Team | Williams FW12  | Judd CV V8      | G     |                      | BRA | SMR | MON | MEX | CAN | DET | FRA | GBR | GER | HUN | BEL | ITA | POR | ESP | JPN | AUS | 20     | 7.       |
| 1988 | Canon Williams Team | Williams FW12  | Judd CV V8      | G     | Nigel Mansell        | KI  | KI  | KI  | KI  | KI  | KI  | KI  | 2   | KI  | KI  |     |     | KI  | 2   | KI  | KI  | 20     | 7.       |
| 1988 | Canon Williams Team | Williams FW12  | Judd CV V8      | G     | Martin Brundle       |     |     |     |     |     |     |     |     |     |     | 7   |     |     |     |     |     | 20     | 7.       |
| 1988 | Canon Williams Team | Williams FW12  | Judd CV V8      | G     | Jean-Louis Schlesser |     |     |     |     |     |     |     |     |     |     |     | 11  |     |     |     |     | 20     | 7.       |
| 1988 | Canon Williams Team | Williams FW12  | Judd CV V8      | G     | Riccardo Patrese     | KI  | 13  | 6   | KI  | KI  | KI  | KI  | 8   | KI  | 6   | KI  | 7   | KI  | 5   | 6   | 4   | 20     | 7.       |
| 1989 | Canon Williams Team | Williams FW12C | Renault RS1 V10 | G     |                      | BRA | SMR | MON | MEX | USA | CAN | FRA | GBR | GER | HUN | BEL | ITA | POR | ESP | JPN | AUS | 77*    | 2.       |
| 1989 | Canon Williams Team | Williams FW12C | Renault RS1 V10 | G     | Thierry Boutsen      | KI  | 4   | 10  | KI  | 6   | 1   | KI  | 10  | KI  | 3   | 4   | 3   |     |     |     |     | 77*    | 2.       |
| 1989 | Canon Williams Team | Williams FW12C | Renault RS1 V10 | G     | Riccardo Patrese     | 15  | KI  | 15  | 2   | 2   | 2   | 3   | KI  | 4   | KI  | KI  | 4   |     | 5   |     |     | 77*    | 2.       |

* 23 pontot szerzett a csapat a Williams FW13-assal.

## Forráshivatkozások
1. ↑  1983 Williams FW08C Cosworth - Images, Specifications and Information. Ultimatecarpage.com. (Hozzáférés: 2022. február 22.)
2. ↑  Brésil 1988 • STATS F1. www.statsf1.com. (Hozzáférés: 2022. február 22.)
3. ↑  Matt: Williams-Judd (angol nyelven). Turbos and Tantrums, 2016. november 24. (Hozzáférés: 2022. február 22.)
4. ↑  Silvestro, Brian: A Short History of Motorsport's Best-Sounding V8 (amerikai angol nyelven). Road & Track, 2018. március 26. (Hozzáférés: 2022. február 22.)
5. ↑  Grand Prix Gold: Mansell magic at Silverstone (angol nyelven). www.autosport.com. (Hozzáférés: 2022. február 22.)
6. ↑  eff50: Williams trying a ultra-low rear wing during the 1988 German GP qualifying, at Hockenheimring; to try and gain some straight-line speed in the long straights, something which their Judd V8s in 1988, severly lacked.. r/formula1, 2017. december 16. (Hozzáférés: 2025. január 29.)
7. ↑  Jean-Louis Schlesser • Career & Character Info | Motorsport Database (brit angol nyelven). Motorsport Database - Motor Sport Magazine. (Hozzáférés: 2022. február 22.)
8. ↑  Williams FW12 (amerikai angol nyelven). Williams Racing Fans | F1 News & chat | Cars, races & drivers, 2018. június 14. (Hozzáférés: 2022. február 22.)
9. ↑  CJIQ - Issue 2 - Front cover (angol nyelven). corporate-jet-investor.instantmagazine.com. [2021. február 28-i dátummal az eredetiből archiválva]. (Hozzáférés: 2022. február 22.)
10. ↑  1989 Williams FW12C Renault - Images, Specifications and Information. Ultimatecarpage.com. (Hozzáférés: 2022. február 22.)
11. ↑  James Hunt 's comeback that never happened (holland nyelven). UNRACEDF1.COM, 2019. május 5. (Hozzáférés: 2022. február 22.)

## Fordítás
Ez a szócikk részben vagy egészben  a   Williams FW12 című angol Wikipédia-szócikk ezen változatának fordításán alapul.  Az eredeti cikk szerkesztőit annak laptörténete sorolja fel. Ez a jelzés csupán a megfogalmazás eredetét és a szerzői jogokat jelzi, nem szolgál a cikkben szereplő információk forrásmegjelöléseként.